# Appeasement

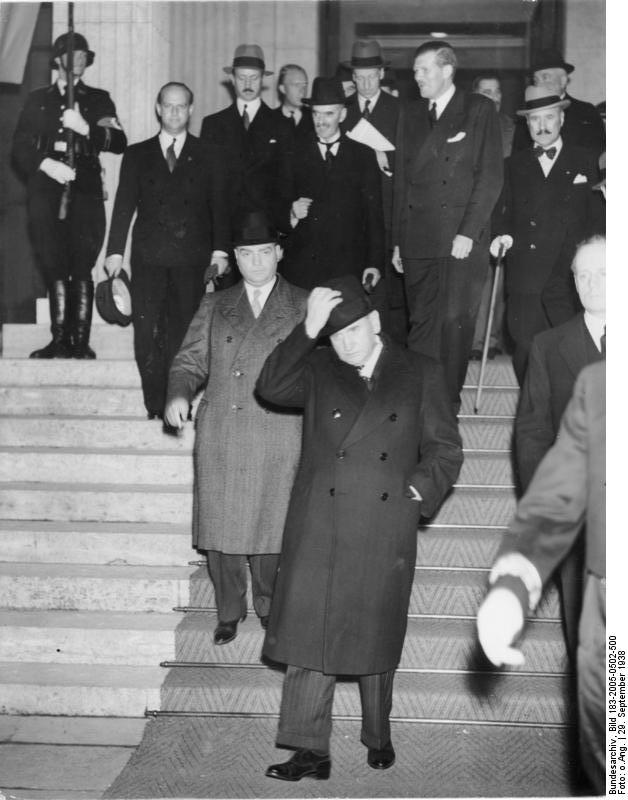
Edouard Daladier a Neville Chamberlain po podepsání Mnichovské dohody. Právě Mnichovská dohoda, na základě které Československo odstoupilo své pohraniční území s nacistickým Německem (později i pohraniční území s Maďarskem a Polskem), je považována za politiku appeasementu

Appeasement (francouzsky apaisement), česká výslovnost [epízment], označuje pacifistickou politiku 30. let 20. století, kterou charakterizovalo ustupování agresivním stranám.
Anglický výraz „appeasement“ lze přeložit jako „uklidnění“, „uklidňování“, „(u)smíření“, „(u)smiřování“, „utišení“, „utišování“, „politika ústupků“, „politika usmíření“ a v politickém smyslu „ústupky“.
Politici, kteří appeasement prosazovali, věřili, že uspokojením potřeb a požadavků nacistického Německa odvrátí druhou světovou válku a zachovají mír. Jejich jednání bylo motivováno snahou vyhnout se hrůzám, které se odehrály za první světové války, a nadějí, že evropské národy v novém uspořádání již další válku nedopustí. Jejich úsilí, které trvalo několik let, bylo marné. Německo bylo těsně před druhou světovou válkou ještě posíleno a demokratické síly oslabeny.

## Uplatnění politiky appeasementu

### Janovská konference
Mezinárodní konference, která probíhala 10. dubna až 19. května 1922 za účasti 29 států, vedla k neúspěšnému jednání o urovnání hospodářských styků s nově ustaveným RSFSR, neboť Sověti odmítli uhradit dluhy za carský režim a znárodněný cizí majetek. Neúspěch jednání mezinárodní konference vyústil ve dvoustranná jednání mezi německou a sovětskou delegací, která byla úspěšně zakončena podpisem Rapallské smlouvy.

### Druhá italsko-etiopská válka
V říjnu 1935 vstoupily italské jednotky bez vyhlášení války na území Habeše (Etiopské císařství). Invazi provedla italská armáda pod velením maršála Emilia De Bona ze sousedního Italského Somálska. Do května 1936 byla země ovládnuta a byla vytvořena Italská východní Afrika, kterou tvořila Habeš, Eritrea a Italské Somálsko. 
Kolonie byla zřízena italskou fašistickou vládou premiéra Benita Mussoliniho.

### Berchtesgadenská schůzka
Berchtesgadenská schůzka byla předehrou k Mnichovské dohodě. Proběhla 15. září 1938. Účastnili se jí Adolf Hitler a Neville Chamberlain. Hitler zde formuloval požadavky nacistického Německa vůči Československu, mezi které patřilo především odstoupení západní části československého pohraničí (okresy s více než 50 % německých obyvatel) a zrušení československo-sovětské spojenecké smlouvy. Britové s požadavky souhlasili.[zdroj?]

### Mnichovská dohoda
Mnichovská dohoda byla jedním z posledních velkých ústupků politiky appeasmentu. Následná okupace Československa 15. března 1939 v podstatě přiměla britské veřejné mínění k odporu, což donutilo nerozhodnou a přímému konfliktu se vyhýbající vládu jednat. Když Hitler, opět předpokládaje ústupnost, napadl v září téhož roku Polsko, západní státy vyhlásily Německu válku.

## Pojem Mnichov
Pojem „Mnichov“ se (nejen) v západním politickém jazyce stal pro celé generace symbolem a synonymem ústupu autoritářským vládám, současně však i kritika neseriosního jednání spojence, který se zachová účelově jinak, jak je pro něj výhodné. ( Pojmy : Velká Britanie, Francie, Chamberlain, Daladiére).